# 中野友理
中野 友理（なかの ゆり）は、愛知県出身のプロチアリーダー。NFLのサンフランシスコ・フォーティナイナーズのチアリーディングチームであるサンフランシスコ・フォーティナイナーズ・ゴールドラッシュのチアリーダー。

## 経歴
2009年に中日ドラゴンズのチアリーディングチーム「チアドラゴンズ」、2011年にはbjリーグ浜松・東三河フェニックスのチアリーディングチーム「ファイヤーガールズ」で活動し、2014年よりNFLのサンフランシスコ・フォーティナイナーズに所属し、活動している。